# Erich Reiß

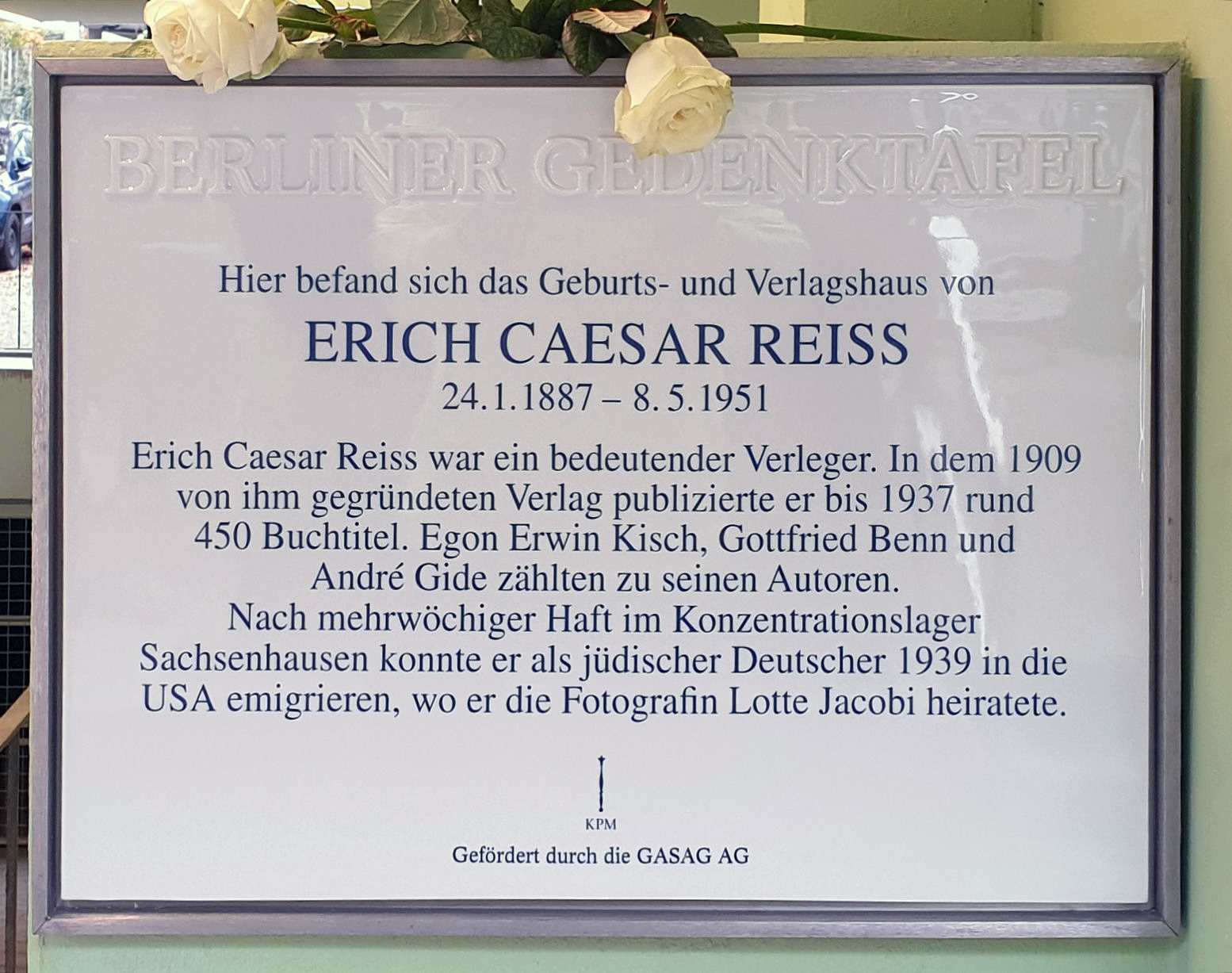
Berliner Gedenktafel am Haus, Wichmannstraße 9, in Berlin-Tiergarten

Erich Caesar Reiß (ab Mitte der 1920er Jahre meist Reiss) (* 24. Januar 1887 in Berlin; † 8. Mai 1951 in New York) war ein deutscher Verleger. Sein gleichnamiger Verlag existierte von 1908 bis 1936 und war einer der führenden Literaturverlage in Deutschland. Hier erschien auch von 1909 bis Mitte 1912 die bekannte Zeitschrift Die Schaubühne.

## Leben und Wirken

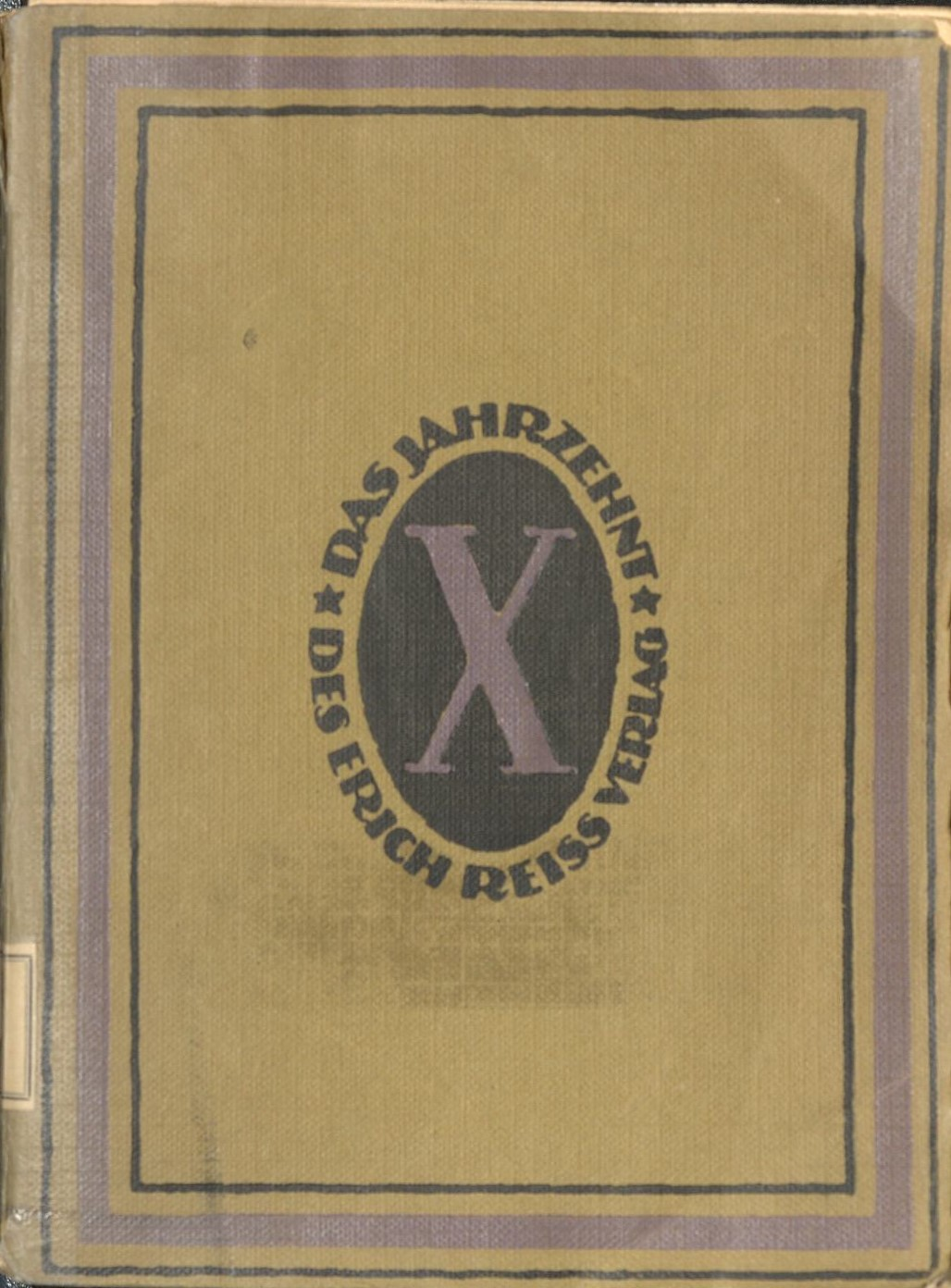
Almanach zum zehnjährigen Bestehen des Verlages 1908–1918

Erich Reiß, der Sohn des Fabrikanten Alexander Reiß, gründete im Alter von 21 Jahren am 23. November 1908 mit einem Teil des geerbten Vermögens den gleichnamigen Erich Reiß Verlag. Die erste Publikation des Verlages war Leo Greiners Drama Der Herzog von Boccanera. In den nächsten Jahrzehnten erschienen auch zahlreiche weitere Publikationen Greiners im Reiß-Verlag. 1910 publizierte Reiß Alfred Polgars Doppelmonographie Brahms Ibsen. 1921 folgte Polgars Monographie über Max Pallenberg (in der Reihe „Der Schauspieler“). Reiß wurde in den 1920er Jahren zum Verleger von Egon Erwin Kisch. Als Theaterverleger verband Reiß eine enge Freundschaft mit Max Reinhardt. Reiß verlegte neben gängigen Klassikern auch weitere herausragende Autoren seiner Zeit wie  Peter Altenberg, Julius Bab, Hugo Ball, Johannes R. Becher, Gottfried Benn, Oscar Bie, Gabriele D’Annunzio,  Kasimir Edschmid, Herbert Eulenberg, Bruno Frank, André Gide, Maximilian Harden, Hugo von Hofmannsthal, Richard Huelsenbeck, Franz Kafka, Klabund, Maurice Maeterlinck, Hans José Rehfisch, Eduard Stucken, Ernst Toller und Fritz von Unruh. Neben literarischen Werken publizierte er auch historische und politische Darstellungen, etwa von Poincaré und Tomáš Garrigue Masaryk. Für die Ausstattung seiner Bücher engagierte Reiß Künstler wie George Grosz. Neben der Weltbühne erschienen weitere führende Zeitschriften in seinem Verlag, so die Tribüne der Kunst und der Zeit, Der Anbruch, Styl, Faust und die Zukunft. Veruntreuungen durch einen seiner Angestellten brachten den Verlag 1926 in finanzielle Schwierigkeiten, von denen er sich bis zu seiner Beschlagnahmung 1936 nicht mehr erholen sollte.
1934 publizierte der Erich Reiss Verlag, der ab 1933 (noch vor dem offiziellen Verbot für jüdische Verleger, Bücher nicht-jüdischer Autoren zu verlegen) nur noch Bücher jüdischer Autoren herausbrachte, Gerson Sterns ersten Roman Weg ohne Ende. Dieses Debüt eines bislang unbekannten Autors erschien in einer für die damaligen Umstände recht hohen Auflage von 5.000 Exemplaren, wenige Monate später folgte eine zweite Auflage von weiteren 4.000 Exemplaren.
Erich Reiß wurde 1938 im Zuge des Novemberpogroms für mehrere Wochen im KZ Sachsenhausen interniert, bevor er auf Fürsprache der dänischen Schriftstellerin Karin Michaëlis und der schwedischen Schriftstellerin Selma Lagerlöf freikam. Anschließend emigrierte Reiß zunächst nach Schweden, wobei ihm der deutsche Schriftsteller Hanns Heinz Ewers durch seine Kontakte zu einer Einreisegenehmigung verhalf, und dann in die USA. Dort arbeitete er als Theaterkritiker und heiratete 1940 die bereits 1935 emigrierte Fotografin Lotte Jacobi, in deren Fotostudio er später mitwirkte.
Erich Reiss erhielt 1944 die US-amerikanische Staatsbürgerschaft.

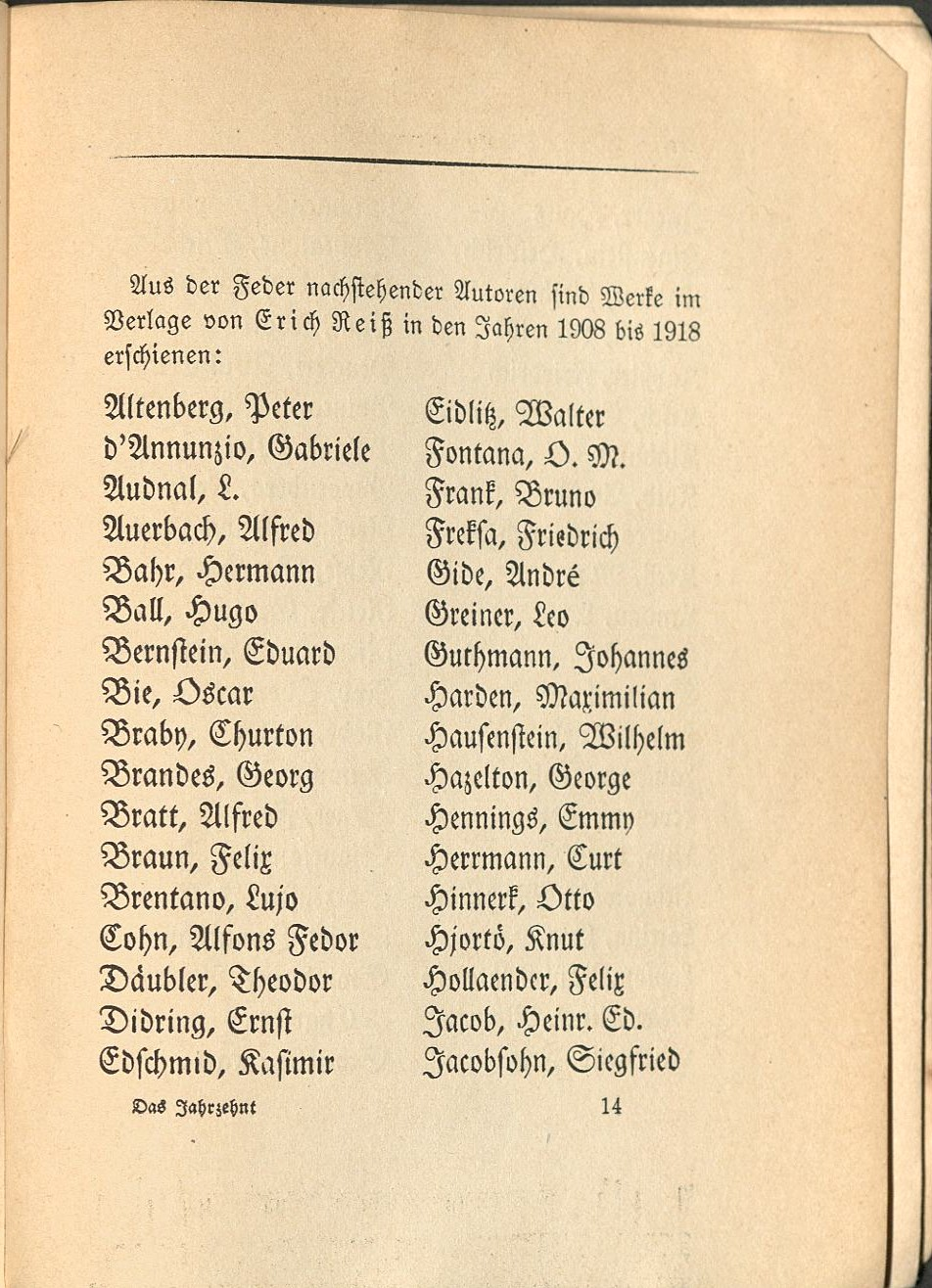
Autoren bis 1918
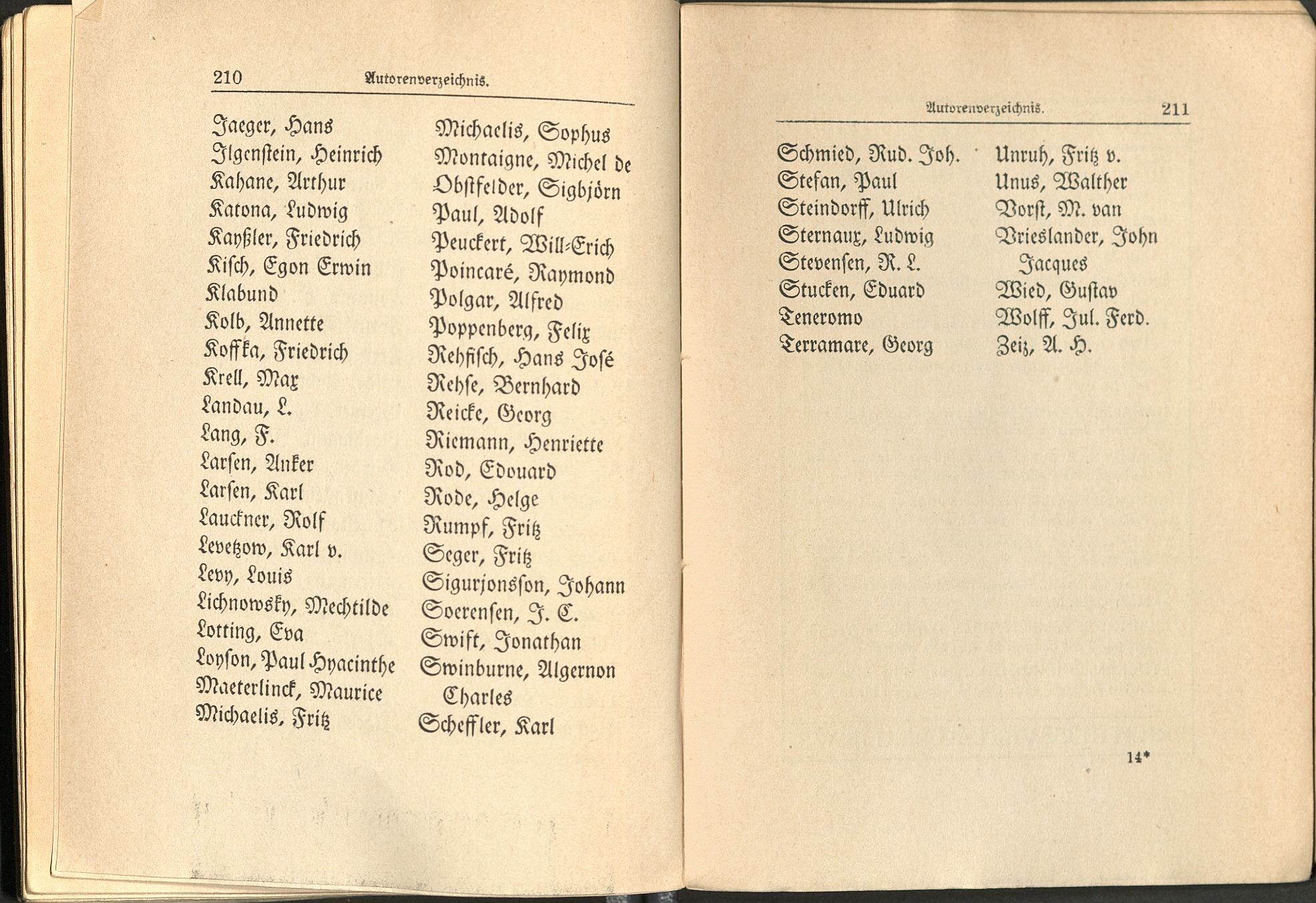
Autoren bis 1918

## Ehrungen
Am 2. November 2023 wurde an seinem ehemaligen Wohnort, Berlin-Tiergarten, Wichmannstraße 9, eine Berliner Gedenktafel enthüllt.

## Schriften
- Lieber Bennito – Briefe an Gottfried Benn 1946–1951 (Hrsg. von Helmut Heintel), Warmbronn 1995.